# Moanin' in the Moonlight
Moanin' in the Moonlight è il primo album  dell'artista blues americano Chester Burnette noto come Howlin' Wolf (anche se si tratta di una compilation di singoli già precedentemente pubblicati, che vanno dal 1951 al 1959). Nel 2003 l'album è stato collocato dalla rivista Rolling Stone al 153º posto nella classifica "The 500 Greatest Albums of All Time".

## Tracce
Tutte le tracce sono state composte da Howlin' Wolf, eccetto dove indicato
1. Moanin' At Midnight - 2:58 - (Howlin' Wolf, Jules Taub)
2. How Many More Years - 2:42
3. Smokestack Lightnin' - 3:07
4. Baby How Long - 2:56
5. No Place To Go (You Gonna Wreck My Life) - 2:59
6. All Night Boogie (All Night Long) - 2:12
7. Evil (Is Going On) - 2:55 - (Willie Dixon)
8. I'm Leavin' You - 3:01
9. Moanin' For My Baby - 2:47
10. I Asked For Water (She Gave Me Gasoline) - 2:53
11. Forty-Four - 2:51 - (Roosevelt Sykes)
12. Somebody in My Home - 2:27

## Formazione

### Musicisti
- Howlin' Wolf - chitarra, armonica, voce
- Willie Johnson - chitarra
- Hubert Sumlin - chitarra
- Jimmy Rogers - chitarra
- Johnny Jones - chitarra
- Jody Williams - chitarra
- Lee Cooper - chitarra
- L.D. McGhee - chitarra
- Otis Smokey Smothers - chitarra
- Willie Dixon - basso
- Ike Turner - pianoforte
- Hosea Lee Kennard - pianoforte
- Otis Spann - pianoforte
- Henry Gray - pianoforte
- Adolph Dockins - sassofono tenore
- Abe Locke - sassofono tenore
- Sam Lay - batteria
- Willie Steel - batteria
- Earl Phillips - batteria
- Fred Below - batteria
- S.P. Leary - batteria

### Personale aggiuntivo
- Paul Ackerman - note libretto
- Ralph Bass - note libretto